# Mark Lemon
Mark Lemon (Londres, 30 de novembre de 1809 – Crawley, 23 de maig de 1870) va ser l'editor fundador de Punch i The Field. També va ser escriptor de teatre i de versos.

## Biografia

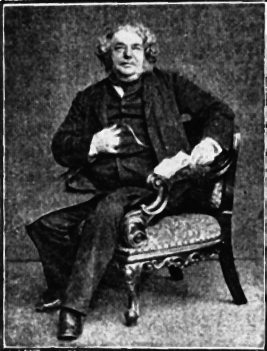
De la història de "Punch" de MH Spielmann, 1895

Lemon va néixer a Londres el 30 de novembre de 1809. Era fill de Martin Lemon, un comerciant de llúpol, i d'Alice Collis. Els seus pares es van casar el 26 de desembre de 1808 a St Mary, Marylebone, Londres. Entre 1817 i 1823, després de la mort del seu pare, Lemon va viure a Church Farmhouse a Hendon, on una placa blava el commemora. Als 15 anys, Lemon va ser enviat a viure a Boston, Lincolnshire, amb el germà de la seva mare Thomas Collis.
Mark tenia un talent natural per al periodisme i l'escenari, i als 26 anys es va retirar dels negocis menys agradables per dedicar-se a escriure obres de teatre. Més de seixanta dels seus melodrames, operetes i comèdies es van produir a Londres, alhora que col·laborava en una gran varietat de revistes i diaris.
Es va casar amb Helen (Nelly) Romer, el 28 de setembre de 1839 a Kensington, Londres i va tenir vuit fills: Mark, Frank i Henry, i filles Alice, Betty, Helen, Mary i Kate. Frank va morir poc després de néixer. Betty es va casar amb Sir Robert Romer i el seu fill era Mark Lemon Romer.
L'any 1841 Lemon i Henry Mayhew van concebre la idea d'un diari setmanal humorístic que es diria Punch, i quan es va publicar el primer número, el juliol de 1841, eren coeditors i copropietaris amb l'impressor i el gravador. El diari no va tenir èxit durant algun temps, Lemon el va mantenir viu fora dels beneficis de les seves obres. Amb la venda de Punch, Lemon es va convertir en l'únic editor dels nous propietaris. Va romandre sota el seu control fins a la seva mort, aconseguint una popularitat i influència notables.
Altres dues revistes de llarga durada en les quals Lemon va tenir un paper important van ser Illustrated London News, la primera publicació que va fer ús d'imatges i textos en els reportatges, que va ser fundada pel seu amic Herbert Ingram, i The Field, de la qual va ser editor fundador (1853–57).

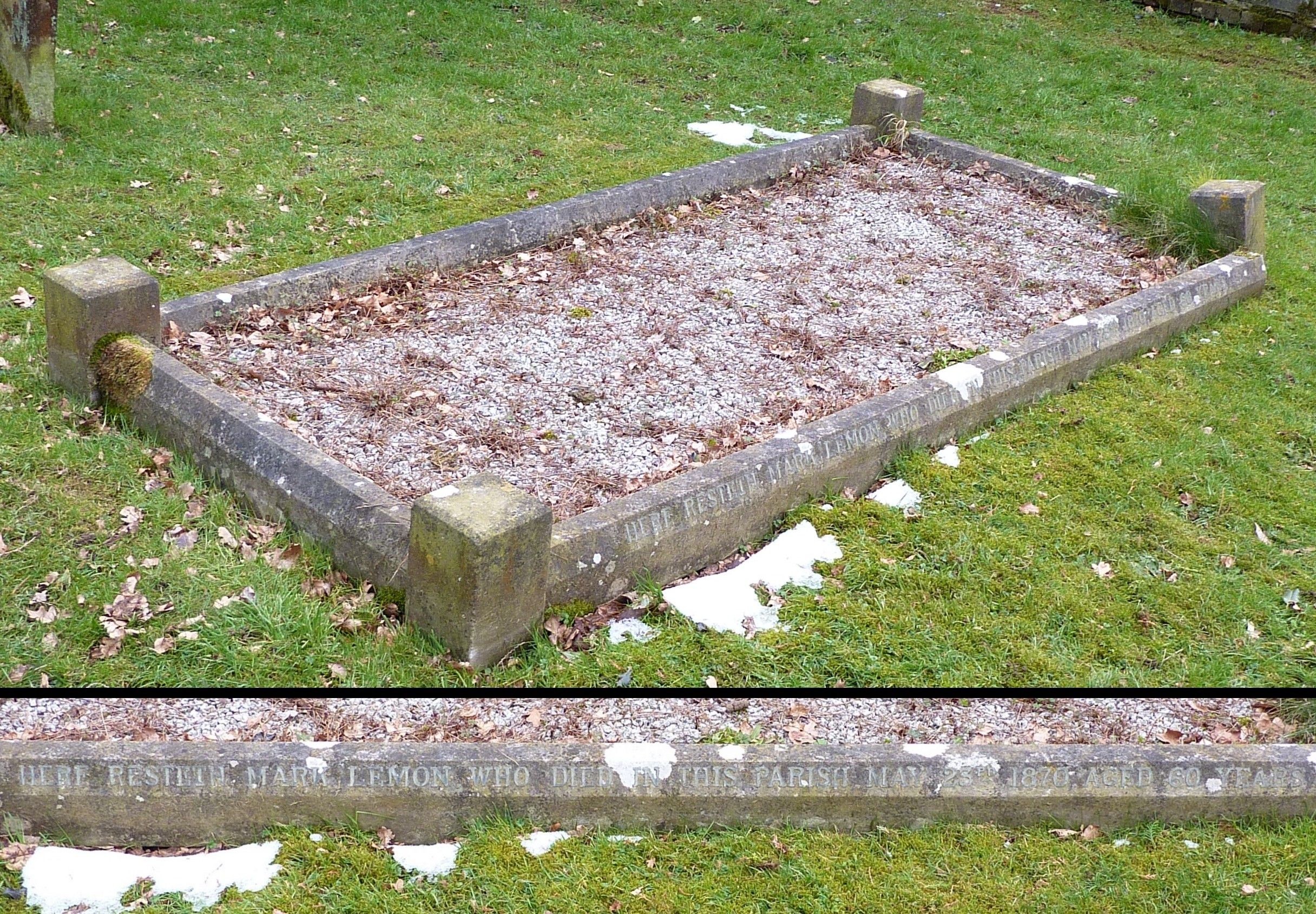
La tomba de Mark Lemon, St Margaret's Church, Ifield, West Sussex.

Lemon va ser un hàbil actor, un conferenciant agradable i un imitador d'èxit dels personatges de Shakespeare. Va actuar a la producció de 1851 de Not So Bad As We Seem, una obra escrita per Edward Bulwer amb molts victorians notables, inclòs Charles Dickens. També va escriure novel·letes i lletres de cançons, més d'un centenar de cançons, unes quantes novel·les de tres volums, diversos contes de fades de Nadal i un volum de bromes. Va ser un incondicional del Savage Club de cavallers de Londres.
Lemon va morir a la seva ciutat natal Crawley, West Sussex, el 23 de maig de 1870 i va ser enterrat a l'església de St Margaret, Ifield. Una placa blava el commemora a l'exterior de l'hotel George, Crawley.

## Obres
- The Boys of London - The Steam Boat Call Boy (1844) Publicat a The Illuminated Magazine pp. 340–342